# Karl Wilhelm Brandt
Karl Wilhelm Brandt també conegut com a Vassili Georgievitx Brandt (Coburg, Alemanya, 1869-1923) va ser trompetista, pedagog i compositor.

## Biografia
Brandt va nàixer a Coburg. Entre el 1877 i el 1890, va treballar alternativament en una orquestra de Bad Oeynhausen (al nord d'Alemanya, prop d'Hamburg) i de Hèlsinki. Allí va ser membre de la Societat Orquestral – La futura Filharmònica – com a 1r trompeta i solista durant tres temporades hivernals, amb Robert Kajanus. El 1890, va canviar el seu nom a Vassily Georgyevich i se'n va anar a viure a Moscou.
L'obertura del Conservatori Saratov el setembre del 1912 va atraure Vassily Brandt a Saratov per a la resta de la seva vida. Parlava força malament el rus i, per tant, sovint confiava en la demostració per a formar-se musicalment. Va morir el 2 de febrer de 1923, suposadament com a resultat d'una vacunació.

## Trajectòria
Brandt esdevingué trompeta principal del Teatre Bolxoi al 1890 i, posteriorment, es va convertir en primer corneta al 1903. Va succeir a Friedrich Richer (1826-1901) com a professor de trompeta al Conservatori de Moscou al 1900, on ensenyà també orquestració per a banda.
Brandt va arribar el 1912 a la facultat del Conservatori de Saràtov com a primer professor de trompeta. D'entre els seus estudiants hi ha Pyotr Lyamin (1884-1968) el qual va succeir a Brandt com a professor al Conservatori de Saràtov; Payel Klochtov (1884-1966) el qual va ser un dels primers artistes de gravació rus; Vladimir Druncker (1898-1974) el qual va ser trompeta principal de Los Angeles Philarmonic; i Mikhaïl Tabakov (1877-1956) el qual va ser professor al Conservatori de Moscou.

## Context
A finals del segle xviii Rússia comença a créixer com a nucli musical. Molts músics estrangers eren atrets a Sant Petersburg i a Moscou, simplement pels diners que podien guanyar. No va ser fins després de fundar la Societat Musical Russa al 1861 per Anton Rubinstein (1829-1894) i els conservatoris de Sant Petersburg i Moscou al 1862 i 1866 pels germans Rubinstein (Anton i Nikolai) que la verdadera cultura musical russa començava a emergir lentament. Els primers professors d'aquests dos conservatoris, i la majoria de membres de les orquestres del teatre Tsaris, eren estrangers.
El setembre del 1912, el primer conservatori rus d'alt nivell després del de Sant Petersburg i del de Moscou va ser obert a Saràtov, en una àrea on hi havia molts alemanys instal·lats. Un nombre de professor de gran renom es van comprometre a garantir el prestigi del nou conservatori, entre ells Brandt. A Saràtov, Brandt no només ensenyava trompeta, sinó que també dirigia l'orquestra del conservatori. Allí ell va morir inesperadament el 2 de febrer de 1923.